# 내츄럴 (영화)
《내츄럴》(영어: The Natural)은 미국에서 제작된 배리 레빈슨 감독의 1984년 스포츠 영화이다. 로버트 레드퍼드, 로버트 듀발, 글렌 클로스 등이 출연하였고, 마크 존슨 등이 제작에 참여하였다.
1985년 제57회 아카데미상에서 여우조연상(클로스), 촬영상(케일럽 데이셔넬), 미술상(멜 본, 앤절로 P. 그레이엄, 브루스 와인트라우브), 음악상(랜디 뉴먼) 후보에 올랐다.

## 줄거리
타고난(natural) 재능이 있는 19살 홉스는 시카고 컵스 입단 테스트를 받기 직전 정신이 불안정한 여성 해리엇 버드가 그의 배를 쏘고 자살하면서 기회를 잃는다.
16년 뒤인 1939년 홉스는 꼴찌팀 뉴욕 나이츠에 신규 선수로 등록한다. 감독 팝 피셔는 자신의 승인 없이 신인치고 나이가 너무 많은 홉스가 뽑힌 사실에 분노한다. 하지만 결국 누그러져 홉스를 대타로 뽑고, 홉스는 야구계에 돌풍을 일으킨다.
만약 나이츠가 이번 해 내셔널 리그 페넌트에서 지면 팝의 나이츠 소유 지분은 팀의 대주주인 더 저지에게 돌아가게 된다. 이를 위해 저지는 홉스에게 뇌물을 제시하며 고의로 경기를 지라고 회유하지만 홉스는 이를 뿌리친다. 저지의 새로운 계략으로 홉스는 팝의 아름다운 조카 메모를 소개받고 슬럼프에 빠진다. 하지만 관중석에 나타난 옛 여자친구 아이리스를 보고 홈런을 치면서 부진의 늪에서 빠져나온다. 아들 하나가 있다는 아이리스와의 재회로 홉스가 타격 기량을 되찾으면서 나이츠는 1위로 도약하고 앞으로 1승만 더 챙기면 페넌트 우승을 하는 상황이 된다.
저지, 그리고 홉스가 지는 데 큰 돈을 건 도박꾼 샌즈와 공모한 메모는 홉스에게 몰래 독을 먹인다. 쓰러진 홉스는 마침 위에서 오래된 은제 탄환이 발견돼 제거 수술을 받는다. 홉스의 부재로 나이츠는 3 경기를 내리 지고, 피츠버그 파이리츠와 승자 결정전을 갖게 된다. 다 낫지 않았음에도 팀에 합류해 더그아웃에 앉아있던 홉스는 아이리스로부터 아들이 자신의 친자임을 알리는 쪽지를 받는다. 9회 말 나이츠가 지고 있는 상황에서 홉스는 자신의 몸 상태를 악용하려고 일부러 몸 안쪽으로 공을 던지는 투수를 상대로 끝내기 홈런을 친다.
영화는 어려서 자신의 아버지가 그러했듯이 아들과 공을 주고받는 홉스와 이를 지켜보는 아이리스의 모습으로 끝난다.

## 출연진
- 로버트 레드퍼드 - 로이 홉스 역
- 로버트 듀발 - 맥스 머시 역
- 글렌 클로스 - 아이리스 게인스 역
- 킴 베이싱어 - 메모 패리스 역
- 윌퍼드 브림리 - 포퓰러스 "팝" 피셔 역
- 바버라 허시 - 해리엇 버드 역
- 로버트 프로스키 - 더 저지 역
- 리처드 판즈워스 - "레드" 블로 역
- 조 돈 베이커 - "더 왜머" 역
- 대런 맥개빈 - 거스 샌즈 역 (크레디트 미기재)
- 마이클 매드슨 - 바살러뮤 "범프" 베일리 역
- 존 피니건 - 샘 심프슨 역
- 앨런 퍼지 - 에드 홉스 역
- 마이크 스타 - 분 역
- 존 밴네스 - 존 올슨 역

## 기타 제작진
- 협력 제작: 로버트 F. 콜즈베리
- 미술: 앤절로 그레이엄, 멜 본
- 의상: 버니 폴랙